# TOEFL
Test of English as a Foreign Language (abreviat TOEFL; în română: Test de engleză ca limbă străină) este un test standardizat conceput pentru a evalua capacitatea de a folosi și de a înțelege limba engleză într-un mediu academic pentru cei care nu au engleza ca limbă maternă. În plus, rezultatele testului pot fi solicitate în momentul recrutării către companii străine. Testul este valabil doar pentru 2 ani și a fost lansat în 1964.
De obicei, testul durează aproximativ 3 ore; Testul iBT nu durează mai mult de 4,5 ore.

## Istoric
În 1962, a fost format un consiliu național format din reprezentanți ai treizeci de organizații publice și private pentru a rezolva problema asigurării testelor de competențe în limba engleză pentru străini și vorbitori de limba engleză care doresc să studieze la universități din SUA. Acest consiliu a recomandat dezvoltarea TOEFL și introducerea sa în perioada 1963-1964. 
Testul a fost inițial dezvoltat la Centrul de Lingvistică Aplicată de la Universitatea Stanford, sub îndrumarea Profesorului Charles A. Ferguson, profesor de lingvistică.
Testul TOEFL a fost introdus pentru prima dată în 1964 de Asociația de limbă modernă, finanțată prin granturi de la Fundația Ford și Fundația Danforth.
În 1965, Consiliul Colegiului și ETS au preluat împreună responsabilitatea pentru continuarea programului de testare TOEFL.
În 1973, sa ajuns la un acord privind cooperarea dintre ETS, Consiliul Colegiului și Consiliul consultativ al consultanților pentru examenul postuniversitar privind supravegherea programului. ETS a fost însărcinată cu administrarea examenului sub îndrumarea Consiliului de administrație al TOEFL.
Până în prezent, criteriile de admitere în colegiu pentru studenții internaționali, ce sunt resortisanți care fac parte din Comunitatea națiunilor, îi scutește de la examenul TOEFL. Națiunile care fac parte din lumea vorbitoare de limbă engleză (de la cele mai multe tărâmuri ale Comunității până la fostele colonii britanice, cum ar fi Hong Kong SAR sau fostele protectorate ale Statelor Unite ale Americii (Filipine, Puerto Rico), unde limba engleză este limba oficială de facto, se acordă automat scutirea de  TOEFL (de exemplu, locuitorii din Quebec sunt obligați să ia testul TOEFL, în timp ce restul Canadei este scutită - inclusiv națiunile din Comunitate, unde limba engleză nu este o limbă oficială, de exemplu, Mozambic sau Namibia (engleza este co-oficială, dar vorbită de 3% din populație)). Cu toate acestea, acest lucru nu se aplică anumitor națiuni ale Comnității din afara Anglosferei (eng. Aglosphere), cum ar fi India, Pakistan, Bangladesh etc., deși pot avea limba engleză ca limbă oficială de facto.

## Versiuni
Există mai multe versiuni ale testului: versiunea pe hârtie (PBT - paper-based test), versiunea pe calculator (CBT - computer-based test) și versiunea Internet (iBT - internet-based test).

### Testul online
De la introducerea la sfârșitul anului 2005 Internet-based Test (iBT) a înlocuit treptat atât versiunile de test pe computer cât și pe hârtie, deși testarea pe hârtie este încă utilizată. iBT a fost introdus în etape. În primul rând în SUA, Canada, Franța, Germania și Italia în 2005 și restul lumii în 2006. Numărul centrelor de testare crește în mod constant. Varianta computerizată de testare (CBT) a fost anulată în septembrie 2006, iar aceste estimări nu mai sunt valabile.
Citire
În secțiunea Citire (eng. Reading), se recomandă citirea textului și răspunsul la întrebările acestuia, care durează exact 20 de minute. Numărul de texte poate fi de la 3 la 4. În consecință, timpul pentru finalizarea completă a secțiunii de citire variază de la 60 la 80 de minute . Timpul alocat pentru această secțiune este solid, adică fără întreruperi pentru trecerea de la textul precedent (în conformitate cu noile reguli de testare care au intrat în vigoare la 1 noiembrie 2011). Fiecare text conține aproximativ 7 paragrafe și conține aproximativ 700 de cuvinte.
Ascultare
Ascultarea (eng. Listening) oferă două tipuri de sarcini: prelegeri și conversații între două persoane (studenți, cadre universitare, profesori). După ce ați ascultat înregistrarea, trebuie să răspundeți la întrebări într-o anumită perioadă de timp (durează 10 minute pentru fiecare sesiune de ascultare). Ascultarea este împărțită în 3 intrări. După fiecare înregistrare, se recomandă să se răspundă la 5-6 întrebări. Numărul de audieri variază de la 2 la 4 (în funcție de numărul de texte din secțiunea de citire, cu cât mai multe texte au fost în secțiunea Citire, cu atât sunt mai puține sarcini pentru Ascultare). Timpul de trecere a secțiunii este cuprins între 60 și 90 de minute.
Vorbire
Secțiunea Vorbire (eng. Speaking) este formată din șase sarcini: două independente și patru integrate. În două sarcini independente, o persoană trebuie să își exprime opinia cu privire la un subiect general și să justifice alegerea comportamentului sau a acțiunii. Atribuțiile testează capacitatea de a răspunde la întrebări și de a-și exprima în mod clar și coerent gândurile în limba engleză. Pentru a da un răspuns, trebuie să utilizați experiența personală, să vă exprimați propria opinie, principalul să nu vă abateți de la subiect. Pregătirea pentru fiecare răspuns este de 15 secunde, răspunsul în sine este de 45 secunde.
În două sarcini integrate, trebuie să citești o bucată de text, să asculți o mică conferință sau conversație academică și să răspunzi la întrebări, comparând informațiile primite de la text și audio. Fiecare sarcină are 30 de secunde pentru pregătire, 60 de secunde pentru răspuns.
Următoarea sarcină este, de a asculta prelegerile și de a reda cu propriile cuvinte opțiuni posibile pentru rezolvarea problemei.
Persoanele care susțin testarea, pot face notițe atunci când citesc și ascultă și pot folosi notele lor pentru a-și pregăti răspunsurile. Li se dă un pic de timp înainte ca ei să răspundă la întrebări. Răspunsurile sunt înregistrate. Fiecare participant la test are căști pentru a asculta textele și un microfon pentru a înregistra răspunsul.
Scriere
Secțiunea cuprinde două sarcini: una integrată și una independentă.
În sarcina integrată, trebuie mai întâi să citești un fragment din text pe teme academice (aproximativ 3 minute), apoi să asculți discursul vorbitorului pe această temă (aproximativ 2 minute). Apoi, persoana care susține testarea trebuie să rezume materialul auzit și citit, să-și scrie rezumatul, arătând cum materialul auzit confirmă sau infirmă textul citit. Textul afișat la începutul sarcinii, apare din nou pe ecran și va fi disponibil pe durata răspunsului.
Într-o sarcină independentă, trebuie să scrii un eseu, în care trebuie să îți exprimi punctul de vedere sau alegerea, într-o anumită situație dată, pentru care este alocat 30 de minute.
| Sarcină   | Descriere                                    | Timp aproximativ     |
| --------- | -------------------------------------------- | -------------------- |
| READING   | 3—4 texte, conținând 12—14 întrebări fiecare | 60—80 minute         |
| LISTENING | 2—3 texte, conținând 5—6 întrebări fiecare   | 60—90 minute         |
| Pauză     | -                                            | 10 minute            |
| SPEAKING  | 6 sarcini și 6 întrebări                     | 20 minute            |
| WRITING   | 2 sarcini                                    | 50 minute (20 și 30) |

### Testul scris
Testul scris (eng. Paper-based TOEFL (PBT)) este disponibilă în câteva țări. Rezultatele testelor sunt valabile timp de doi ani de la data susținerii.
Ascultare(30 — 40 min.)
Secțiunea de ascultare este formată din 3 părți. Prima conține 30 de întrebări despre conversații mici. A doua - 8 întrebări despre conversații mai lungi. Ultima - 12 întrebări despre lecturi sau discuții.
Structura și expresia scrisă(25 min.)
În această secțiune,are 15 exerciții de completare corectă a propozițiilor și 25 de exerciții de identificare a erorilor.
Citirea(55 min.)
Această secțiune este formată din 50 de întrebări la textele citite.
Scrierea(30 min.)
Aceasta include un test scris, numit Testul limbii engleze scrise (eng. Test of Written English (TWE)). Acesta este o întrebare pentru eseu, în medie cu 250-300 de cuvinte.

## Evaluarea rezultatelor
Pentru a obține o evaluare, trebuie să completați cel puțin o sarcină din fiecare secțiune: Reading, Listening, Writing, Speaking.
În versiunea iBT, fiecare dintre cele patru secțiuni este evaluată pe o scară de 30 de puncte. Scorul maxim al întregului test este de 120.
Rezultatele testului pot fi obținute electronic (prin înregistrarea electronică pe site-ul oficial www.ets.org). La cererea clientului, în plus față de cel electronic, este posibil să se obțină un rezultat scris al testului. Această opțiune nu necesită o plată suplimentară.
În 2015, compania a introdus un serviciu gratuit suplimentar - posibilitatea de a descărca o copie a certificatului său în format de document pdf (este posibil să îl descărcați numai dacă ați trecut testul nu mai devreme de 2015). Un astfel de certificat nu este oficial (o notă specială este pusă pe el), dar oferă ocazia de a prezenta scorurile preliminare în multe cazuri neprevăzute (de exemplu, puteți trimite un astfel de certificat universității la prima depunere a documentelor la momentul admiterii, în majoritatea cazurilor va fi acceptată ca temporară dovada până la eliberarea certificatului original). Certificatul PDF este disponibil pentru descărcare în contul dvs. în 2-3 zile de la anunțarea scorului. 

## Recunoașterea în lume
TOEFL este recunoscută în mai mult de 9000 de instituții de învățământ superior din 130 de țări , ceea ce face ca acesta să fie cel mai frecvent test pentru limba engleză.